# Epigonus lenimen
Epigonus lenimen är en fiskart som först beskrevs av Whitley, 1935.  Epigonus lenimen ingår i släktet Epigonus och familjen Epigonidae. Inga underarter finns listade i Catalogue of Life.